# Mistrzostwa Świata Juniorów w Narciarstwie Alpejskim 2009
28. Mistrzostwa świata juniorów w narciarstwie alpejskim odbyły się w dniach 28 lutego-8 marca 2009 r. w niemieckim kurorcie Garmisch-Partenkirchen w Bawarii. Rozegrano po 5 konkurencji dla kobiet i mężczyzn. W klasyfikacji medalowej triumfowała reprezentacja Włoch, której zawodnicy zdobyli 2 złote, 2 srebrne i 3 brązowe medale. Najwięcej medali, dziesięć, zdobyli reprezentanci Austrii: 1 złoty, 5 srebrnych i 4 brązowe.

## Wyniki
| Pozycja | Zawodnik      | Narodowość | Czas    |
| ------- | ------------- | ---------- | ------- |
|         | Andy Plank    | Włochy     | 1:39,06 |
|         | Dominik Paris | Włochy     | 1:39,18 |
|         | Andreas Romar | Finlandia  | 1:39,32 |
| 4.      | Sepp Gerber   | Szwajcaria | 1:39,43 |
| 5.      | Björn Sieber  | Austria    | 1:39,76 |
| 6.      | Wiley Maple   | USA        | 1:39,92 |

| Pozycja | Zawodniczka             | Narodowość | Czas    |
| ------- | ----------------------- | ---------- | ------- |
|         | Marine Gauthier         | Francja    | 1:19,60 |
|         | Lotte Smiseth Sejersted | Norwegia   | 1:20,08 |
|         | Nicole Schmidhofer      | Austria    | 1:20,14 |
| 4.      | Alice McKennis          | USA        | 1:20,16 |
| 5.      | Francesca Marsaglia     | Włochy     | 1:20,40 |
| 6.      | Anne-Sophie Koehn       | Szwajcaria | 1:20,42 |

| Pozycja | Zawodnik         | Narodowość | Czas    |
| ------- | ---------------- | ---------- | ------- |
|         | Manuel Kramer    | Austria    | 1:16,64 |
|         | Marcel Hirscher  | Austria    | 1:17,05 |
|         | Mattia Casse     | Włochy     | 1:17,18 |
| 4.      | Will Gregorak    | USA        | 1:17,47 |
| 5.      | Riccardo Tonetti | Włochy     | 1:17,56 |
| 6.      | Sepp Gerber      | Szwajcaria | 1:17,84 |

| Pozycja | Zawodniczka         | Narodowość | Czas    |
| ------- | ------------------- | ---------- | ------- |
|         | Viktoria Rebensburg | Niemcy     | 1:19,80 |
|         | Mariella Voglreiter | Austria    | 1:20,88 |
|         | Anna Fenninger      | Austria    | 1:20,91 |
| 4.      | Ramona Siebenhofer  | Austria    | 1:20,99 |
| 5.      | Federica Brignone   | Włochy     | 1:21,10 |
| 6.      | Nicola Schmid       | Niemcy     | 1:21,41 |

| Pozycja | Zawodnik              | Narodowość | Czas    |
| ------- | --------------------- | ---------- | ------- |
|         | Alexis Pinturault     | Francja    | 2:18,49 |
|         | Björn Sieber          | Austria    | 2:18,95 |
|         | Marcel Hirscher       | Austria    | 2:19,17 |
| 4.      | Victor Muffat Jeandet | Francja    | 2:20,16 |
| 5.      | Gabriel Anthamatten   | Szwajcaria | 2:21,13 |
| 6.      | Luca De Aliprandini   | Włochy     | 2:21,40 |

| Pozycja | Zawodniczka         | Narodowość    | Czas    |
| ------- | ------------------- | ------------- | ------- |
|         | Viktoria Rebensburg | Niemcy        | 2:45,81 |
|         | Tina Weirather      | Liechtenstein | 2:47,29 |
|         | Karin Hackl         | Austria       | 2:47,31 |
| 4.      | Mona Løseth         | Norwegia      | 2:47,37 |
| 5.      | Olivia Bertrand     | Francja       | 2:47,46 |
| 6.      | Anna Fenninger      | Austria       | 2:47,74 |

| Pozycja | Zawodnik                | Narodowość | Czas    |
| ------- | ----------------------- | ---------- | ------- |
|         | Jesper Riis-Johannessen | Norwegia   | 1:20,78 |
|         | Tommy Ford              | USA        | 1:21,29 |
|         | Nolan Kasper            | USA        | 1:21,32 |
| 4.      | Victor Muffat Jeandet   | Francja    | 1:21,36 |
| 5.      | François Place          | Francja    | 1:21,61 |
| 5.      | Thomas König            | Austria    | 1:21,61 |

| Pozycja | Zawodniczka       | Narodowość | Czas    |
| ------- | ----------------- | ---------- | ------- |
|         | Denise Feierabend | Szwajcaria | 1:42,07 |
|         | Bernadette Schild | Austria    | 1:42,83 |
|         | Nina Løseth       | Norwegia   | 1:43,01 |
| 4.      | Mona Løseth       | Norwegia   | 1:43,03 |
| 5.      | Marianne Mair     | Niemcy     | 1:43,09 |
| 6.      | Sanni Leinonen    | Finlandia  | 1:43,20 |

| Pozycja | Zawodnik               | Narodowość | Punkty |
| ------- | ---------------------- | ---------- | ------ |
|         | Sepp Gerber            | Szwajcaria | 58,23  |
|         | Dominik Paris          | Włochy     | 58,64  |
|         | Giovanni Borsotti      | Włochy     | 63,60  |
| 4.      | Andreas Sander         | Niemcy     | 66,27  |
| 5.      | Tim Lindgren           | Szwecja    | 85,95  |
| 6.      | Andreas Willumsen Haug | Norwegia   | 91,02  |

| Pozycja | Zawodniczka        | Narodowość | Punkty |
| ------- | ------------------ | ---------- | ------ |
|         | Federica Brignone  | Włochy     | 54,00  |
|         | Karin Hackl        | Austria    | 66,69  |
|         | Elena Curtoni      | Włochy     | 95,09  |
| 4.      | Julia Ford         | USA        | 141,43 |
| 5.      | Jennifer Piot      | Francja    | 171,12 |
| 6.      | Anastazja Kiedrina | Rosja      | 220,38 |

## Klasyfikacja medalowa
| Miejsce | Państwo           |   |   |   | złoto · srebro · brąz |
| ------- | ----------------- | - | - | - | --------------------- |
| 1.      | Włochy            | 2 | 2 | 3 | 7                     |
| 2.      | Francja           | 2 | 0 | 0 | 2                     |
| 2.      | Niemcy            | 2 | 0 | 0 | 2                     |
| 2.      | Szwajcaria        | 2 | 0 | 0 | 2                     |
| 5.      | Austria           | 1 | 5 | 4 | 10                    |
| 6.      | Norwegia          | 1 | 1 | 1 | 3                     |
| 7.      | Stany Zjednoczone | 0 | 1 | 1 | 2                     |
| 8.      | Liechtenstein     | 0 | 1 | 0 | 1                     |
| 9.      | Finlandia         | 0 | 0 | 1 | 1                     |